# Нунес, Клара
Клара Франсиска Гонсалвес Пиньейро (порт. Clara Francisca Gonçalves Pinheiro; 12 августа 1942, Каэтанополис — 2 апреля 1983, Рио-де-Жанейро), больше известна как Клара Нунес (порт. Clara Nunes) — бразильская певица, работала в таких жанрах как самба и бразильский поп. 
Она имела огромный успех у публики, в её репертуар входили песни, написанные такими композиторами как Нелсон Кавакинью, Паулиньо да Виола и Шику Буарки, а также традиционные песни. Её сингл «Tristeza Pé No Chão» разошёлся тиражом более чем в 100 000 экземпляров, что сделало её первой бразильской исполнительницей, достигшей такого показателя. На пике карьеры продажи каждого из её альбомов превышали 500 тысяч копий.
Помимо прочего она была исследователем различных областей бразильской музыки, в частности музыки афробразильцев, даже ездила в экспедиции в Африку, в одной из таких стала последователем кандомбле. 
2 апреля 1983 года она умерла в возрасте 40 лет после перенесенной анафилаксии во время операции по лечению варикозного расширения вен. Даже сегодня она остается одной из самых популярных певиц в Бразилии, а за свои достижения в жанре самбы получила титул «Королева самбы».

## Дискография
- A Voz Adorável de Clara Nunes[порт.] (1966)
- Você Passa, Eu Acho Graça[порт.] (1968)
- A Beleza Que Canta[порт.] (1969)
- Clara Nunes (1971)
- Clara Clarice Clara (1972)
- Clara Nunes (1973)
- Poeta, Moça e Violão (1973)
- Brasileiro, Profissão Esperança (1974)
- Alvorecer (1974)
- Claridade (1975)
- Canto das Três Raças (1976)
- As Forças da Natureza (1977)
- Guerreira (1978)
- Esperança (1979)
- Brasil Mestiço[порт.] (1980)
- Clara (1981)
- Nação (1982)